# Deltentosteus
Deltentosteus és un gènere de peixos de la família dels gòbids i de l'ordre dels perciformes.

## Taxonomia
- Deltentosteus collonianus (Risso, 1820)[2]
- Deltentosteus quadrimaculatus (Valenciennes, 1837)[3][4][5][6][7][8][9]